# 2002 у відеоіграх

## Події

### Великі релізи
- 9 січня — видавець і розробник Microïds видає пригодницьку гру Syberia у Франції, а згодом 13 липня у Канаді. 1 вересня The Adventure Company видає гру в США, а 11 жовтня компанія 1С в Росії.
- 22 березня — Capcom видає в Японії для платформи GameCube гру Resident Evil, в Північній Америці гра вийшла 30 квітня, а для регіону PAL 30 вересня.
- 29 березня — Microsoft Game Studios випустила для платформи Windows комп'ютерну рольову гру Dungeon Siege, розроблену компанією Gas Powered Games; випущено Disney's Aladdin in Nasira's Revenge на Windows у Європі
- 1 травня — Bethesda Softworks та Ubisoft випускають CRPG The Elder Scrolls III: Morrowind для Windows в Північній Америці, 2 травня в Європі⁣, а 4 жовтня в Росії. Для платформи Xbox гра вийшла 6 липня в Північній Америці та 22 листопада в Європі.
- 20 травня — Rockstar Games видає в Північній Америці для платформи Microsoft Windows гру Grand Theft Auto III. В Європі гра для Windows вийшла 30 серпня.
- 3 червня — Blizzard Entertainment випускає в Північній Америці для платформ Microsoft Windows та Mac OS стратегію у реальному часі Warcraft III: Reign of Chaos. В Європі 5 червня гру видала Sierra Entertainment.
- 20 серпня — Activision видає в Північній Америці для платформи Microsoft Windows стратегічну гру Medieval: Total War, розроблену Creative Assembly. В Європі гра вийшла 30 серпня.
- 30 вересня — Electronic Arts видає Need for Speed: Hot Pursuit 2, шосту гру серії комп'ютерних гонок Need for Speed, першу гру серії, створену для шостого покоління приставок.
- 29 листопада — JoWooD Entertainment видає Gothic II, другу гру серії Gothic